# 中山樹
中山 樹（なかやま いつき、1996年2月19日 - ）は、香川県善通寺市出身の元女子バスケットボール選手である。ニックネームは「クウ」。ポジションはフォワード。Ｗリーグ新潟アルビレックスBBラビッツに所属していた。

## 来歴

### 小・中学時代
善通寺東部ミニバスケットボールクラブでバスケを始める。
善通寺市立西中学校では香川県選抜に選出され、第23回ジュニアオ－ルスターに出場。

### 高校時代
2011年4月、英明高等学校に進み、全国高等学校総合体育大会バスケットボール競技大会（インターハイ）と全国高等学校バスケットボール選抜優勝大会（ウインターカップ）に3年連続出場。
2012年12月、高校2年生時に出場したウインターカップ2012では、2回戦の土浦日本大学高等学校戦で11スティールを記録し、ウインターカップ女子1試合個人最多スティールランキング歴代1位に並んだ。
2013年3月、U-18トップエンデバーに選出され参加。 。フィジカル測定では、垂直跳びの最高到達点283cmを記録するなど飛び抜けた身体能力を見せ、月刊バスケットボールで紹介される。
2013年8月、高校3年生時にU-18日本代表に選出され、中国・濰坊市で開催された第21回日・韓・中ジュニア交流競技会に出場し、優勝。この時のメンバーに馬瓜エブリン、宮崎早織、田中真美子、西岡里紗らがいる。
2013年12月、ウインターカップ2013では、1回戦の京都精華女子（京都精華学園高等学校）戦で同大会の1試合個人最多得点となる45得点を記録。

### 大学時代
2014年4月、鹿屋体育大学に進学。
早生まれのため、前年度に引き続きU-18日本代表候補に選出される。
2015年3月、日本国内男子トップリーグ問題に端を発した国際バスケットボール連盟（FIBA）による日本バスケットボール協会（JBA）に対する国際活動資格停止処分という制裁によって、出場権を獲得していたU-18（U-19）女子日本代表チームは第11回FIBA バスケットボールU-19世界選手権大会（2015 年7月:ロシア）への参加が認められず、出場することはかなわなかった。
大学1年生時と4年生時の全九州大学バスケットボールリーグ戦（1部）でチームは準優勝し、個人でも優秀選手賞を受賞した
。
大学3年生・4年生時、日本学生選抜バスケットボール大会に九州学生選抜として2年連続出場。
2017年7月、4年生時に出場した第34回大会決勝では、延長戦の末、関東学生選抜に敗れて準優勝。個人では敢闘賞を受賞した。
大学1年生時から4年連続で全日本大学バスケットボール選手権大会（インカレ）に出場。
2017年12月、4年生時に出場した第69回大会ではベスト４。
「伝説の鹿屋インカレファイナル４」の立役者の一人である。

### Wリーグ時代
2018年2月、バスケットボール女子日本リーグ（Wリーグ）のアーリーエントリーとして新潟アルビレックスBBラビッツに加入。
入団後は持ち前の速さとキレのあるドライブに加え、類い稀なる跳躍力を活かしたプレーで多くのブースターを魅了した。
2019年3月、新潟アルビレックスBBラビッツがセカイエ株式会社とパートナーシップを締結し、2018シーズン終了後のオフシーズンには、日本バスケットボール協会が公認する3x3（3人制バスケットボール）のトップリーグ「3x3.EXE  PREMIRE（スリー バイ スリー ドット エグゼ プレミア）」にSEKAIE.EXE の選手として参戦した。
チームは2019シーズンレギュラーラウンドを1位で通過したが、プレーオフは辞退した。
2023年4月、現役引退。

## 経歴
- 善通寺東部ミニ - 善通寺クラブ - 善通寺西中 - 英明高 - 鹿屋体育大 - 新潟（2018年2月)

## 日本代表歴
- 2013年U-18